# トリンコマリー占領 (1782年)
トリンコマリー占領（トリンコマリーせんりょう、英語: Capture of Trincomalee）は1782年1月11日におきた、グレートブリテン王国とオランダ連邦共和国の間の戦闘である。第四次英蘭戦争の勃発後、東インドにおけるナーガパッティナム包囲戦に続く2回目の戦闘である。インドのオランダ拠点ナーガパッティナムを占領した後、イギリス軍はセイロン島東岸のオランダ拠点トリンコマリーを攻撃し、フレデリク要塞とオステンブルク要塞が相次いで降伏したことで港の占領に成功した。同時に港内の商船も拿捕した。

## 背景
1778年、フランス王国がアメリカ独立戦争に参戦したことで、グレートブリテン王国はすぐさまフランスのインド植民地を攻撃した。1780年12月、イギリスはオランダ連邦共和国がフランスとアメリカに武器を密輸したことを理由に宣戦布告した（第四次英蘭戦争）。この報せは1781年のはじめにオランダ東インド会社のトリンコマリー総督イマン・ウィレム・ファルクに届いた。1781年夏、マカートニー卿がマドラス総督に着任し、イギリス側に英蘭戦争開戦の報せをもたらした。彼はすぐにイギリス軍を動員してインドとセイロン島にあるオランダ領を攻撃した。イギリス軍はまずナーガパッティナム包囲戦に着手し、1781年11月11日に入城した。

## 経過
ナーガパッティナムでの成功に続いて、イギリスのエドワード・ヒューズ提督は1782年1月2日、500人の志願兵セポイ、30人の砲兵、さらに何人かのヨーロッパ人の志願兵を連れて、トリンコマリーに向けて出航した。その2日後にはトリンコマリー湾に錨を落とした。翌日、歩兵たちと800人の海員はフレデリク要塞から3マイル北のところで上陸し、フレデリク要塞に向けて行軍した。その夜、海員の一部が要塞に夜襲して43人しかいない守備軍を驚かし、そのまま全員を捕虜にした。要塞の占領により、オランダの拠点であるオステンブルク要塞への進軍が可能になった。
3日後の1月8日、海兵隊がオステンブルク要塞付近の丘を占領し、ヒューズ提督はファルク総督に降伏を勧告した。砲兵を丘に移動させることが難しかったため、降伏の勧告をオランダに送ったのは工兵のゲールズ少佐だった。オランダのミスにより彼はファルク総督に面会するための移動中に目隠しされず、突撃用のルートを覚えられてしまった。2日後の再度の降伏勧告も拒否され、ヒューズはその次の日に突撃するよう命令した。
450人の海兵隊と数人の志願者を含む突撃隊は銃眼を突破し、1月11日朝に要塞の中に攻め入った。短期間の戦闘の後、オランダは降伏した。

## その後
ヒューズは両要塞にセポイと砲兵を駐留させ、自分はマドラスに向けて出航した。マドラスに到着すると、フランス艦隊が付近にいるとの報せが入った。ピエール・アンドレ・ド・シュフラン率いるフランス艦隊は東インドのイギリス支配を妨害するために派遣され、シュフランはヒューズ不在の隙をついて8月にトリンコマリーを再占領した。シュフランは9月3日にヒューズとトリンコマリーの海戦を戦い、ヒューズを撤退に追いこんでいるが、その艦隊は1隻も撃沈されなかった。
イギリスは1784年に戦争が終わるとナーガパッティナムを除いてオランダ植民地を全部返還した。